# عملية دوغمان 5
عملية دوغمان 5 (بالعبرية: דוגמן 5، نموذج 5) هي عملية شنتها القوات الجوية الإسرائيلية في اليوم الثاني من حرب أكتوبر، بهدف تدمير أنظمة الدفاع الجوي السوري في مرتفعات الجولان. شاركت في الغارة من 60 إلى 100 طائرة مُسلحة بقنابل عنقودية وصواريخ. انتهت العملية بفشل ذريع وانتصار سوري ساحق حيث تم تدمير ما يقارب 200 طائرة نتيجة نقص المعلومات الاستخباراتية المحدثة والتسرع في التخطيط.

## خلفية
جُهزت النموذج 5 مسبقاً كعملية كاسحة لتدمير كل بطاريات سام السورية على جبهة الجولان، وذلك باستخدام قنابل غير موجهة عامة تُرمى من ارتفاع متوسط بالقرب من الأهداف. كان على الطائرات المهاجمة أن تقترب من الأهداف على ارتفاع منخفض جداً، لتجنب كشفها من قبل الرادارات السورية (خاصةً رادارات التوجيه النيراني وتتبع الأهداف مثل الوجه المسطح والمسار الطويل).
نظراً لعدم وجود معلومات استخباراتية محدثة واعتماد على الاستخبارات التصويرية التي عفا عليها الزمن، وأيضاً نظم مساندة إلكترونية وإشارات غير متقدمة، لم تجد الطائرات الإسرائيلية أهدافها، حيث كانت بطاريات سام قد انتقلت بالفعل إلى مواقع أخرى.
كان الجنود الإسرائيليون في حاجة ماسة إلى دعم جوي خلال اليوم الأول من الحرب لمواجهة الهجوم السوري، لكن بسبب تهديد أنظمة الدفاع الجوي السوري، اضطر الطيارون الإسرائيليون إلى الحد من نشاطهم في المنطقة. بدأت عملية دوغمان 5 التي كان هدفها الرئيسي تدمير التجمع المتحرك لأحدث أنظمة الدفاع الجوي سام-6 المنتشرة في منطقة الرفيد. في صباح يوم 7 أكتوبر، أمر قائد قاعدة حتسور، العقيد عاموس لابيدوت، طياري الأسراب 201 و69 و119 بالاستعداد للإقلاع.
تضمنت خطة العملية خروج الطائرات نحو جبل تل الفرس، لتنقسم إلى تشكيلات، ثم ينفذ الطيارون هجومهم بشكل مستقل على هدف معين. قاد المجموعة في المهمة طاقم متمرس من السرب 69، يتألف من الطيار إيهود خانكين والملاح شاؤول ليفي. وكلاهما كان لديه خبرة قتالية في مهاجمة بطارية الصواريخ المصرية خلال حرب الاستنزاف في صيف 1970.

## العملية
توجهت الطائرات الإسرائيلية إلى منطقة الرفيد في حوالي الساعة 11:30 صباحاً، ثم انفصلت كما كان مخططاً، لمهاجمة أنظمة الدفاع الجوي. لكن إيهود خانكين اكتشف غيابها، فقد تمكن السوريون من نقلها ليلاً إلى موقع جديد غرباً. في نفس الوقت، رصدت بطاريات سام السورية الطائرات الإسرائيلية وأطلقت صواريخها.
كان أول من أصيب طائرتي فانتوم فوق نوى. عندما تعرضت طائرة رائد طيار جاد ساموك، فانتوم إف-4 رقم 615، لأضرار نتيجة انفجار صاروخ قريب منها. مما فزع ملاحه أفيكام ليف، الذي قفز بالمظلة ليؤسر على الأرض. لكن الطيار حافظ على أعصابه وتمكن من العودة إلى قاعدة رمات ديفيد الجوية حيث هبط اضطرارياً هناك وكاد أن يصطدم بطائرة أخرى على نفس الممر لكنه تجنب الاصطدام بها في الوقت المناسب.
لاحظ طاقم طائرة الفانتوم رقم 621، المكون من طيار نقيب أوري شاحاك والملاح ملازم جلعاد جربر، قفز أفيكام ليف بالمظلة، فأجريا دورة فوقه، في محاولة لتحديد موقع هبوطه. لكن تلقى شاحاك إشارة عن هجوم صاروخي، واستدار بالطائرة بميل حاد في مناورة للتملص من الصاروخ. ومع ذلك أصاب الصاروخ الطائرة وانطلق إنذار الحريق. سأل الطيار الملاح إذا كان الحريق مرئياً في الذيل؟ وقبل أن يُجيب، أصيبت الطائرة بصاروخ ثان وقفز كلا الطيارين خارجاً. سقط كلاهما في الأسر في نوى على بعد 10 أميال عن تل الفرس.
أُسقطت فانتوم رقم 645 جنوب غرب تل الفرس، على مقربة من هدفها على علو منخفض. قفز طاقمها فوق الأراضي السورية. شرع الملاح الملازم أفراهام أشائيل، عقب هبوطه، في شق طريقه باتجاه الحدود الإسرائيلية، لكن بعد بضع دقائق اكتشفته مجموعة من الجنود السوريين. الذين أطلقوا النار عليه من بنادق كلاشينكوف وأصابوه في ساقه، مما أجبره على الاستسلام. بعد مرور بعض الوقت، أُسر الطيار مائير شاني.
أُسقطت فانتوم رقم 661 على الفور تقريباً، وقفز منها الطيار حاييم رام والملاح الملازم يتسحاق ياهاف من السرب 201 على ارتفاع منخفض بعد فشل أنظمتها الهيدروليكية.
كانت طائرة عوزي شامير رقم 682 تقوم بهجوم على ارتفاع منخفض، مما ساعدها على تجنب الإصابة بالصواريخ، لكنها دخلت في مرمى المدفعية المضادة للطائرات وأصابتها قذائف زي أس يو-23-4 شيلكا. مما أدى إلى توقف المحرك الأيمن. حاول الطيار الارتفاع والعودة إلى قاعدته، لكن على ارتفاع حوالي 1000 متر توقف المحرك الأيسر أيضاً. قفز الطيار عوزي شامير والملاح كوبي هايون فوق مدينة صفد داخل الحدود الإسرائيلية. وتمكنت مروحية بيل 205 من إجلائهما.
أُسقطت طائرتي فانتوم أُخرتين بحلول نهاية العملية، فانتوم رقم 123 حيث قُتل فيها قائد المجموعة إيهود خانكين والملاح شاؤول ليفي من السرب 69 وفانتوم رقم 192 وتمكن طيار ملازم أبراهام باربر والملاح تسفي أفيك من السرب 119 من القفز منها بعدما أصابتها قذائف زد يو عيار 23 ملم. وقع الطيار والملاح في أسر رجال المدفعية السورية.
في المجمل، نُفذت أكثر من خمسين طلعة جوية خلال عملية دغمان 5. وخلال المعركة التي استمرت خمس دقائق، بلغت الخسائر الإسرائيلية 6 طائرات طراز فانتوم إف-4، وتضررت 4 طائرات أخرى، لكنها تمكنت من العودة إلى قواعدها. نال السرب 201 أكبر قدر من الخسائر، 4 طائرات مدمرة و3 طائرات متضررة، بينما خسر السربان 69 و119 طائرة واحدة لكل منهما. تمكن جميع الطيارين الذين أُسقطت طائراتهم من القفز بالمظلة فيما عدا اثنين قُتلا خلال العملية.
```
                                   
الخسائر الإسرائيلية
```

| نوع الطائرة   | السرب | رقم | سقطت بواسطة  | الطيار والملاح             | الحالة        |
| ------------- | ----- | --- | ------------ | -------------------------- | ------------- |
| فانتوم إف-4إي | 201   | 615 | سام-6        | جاد ساموك وأفيكام ليف      | وقعا في الأسر |
| فانتوم إف-4إي | 201   | 621 | سام-6        | أوري شاحاك وجلعاد جربر     | وقعا في الأسر |
| فانتوم إف-4إي | 201   | 645 | سام-6        | مائير شاني وأفراهام أشائيل | وقعا في الأسر |
| فانتوم إف-4إي | 201   | 682 | شيلكا        | عوزي شامير وكوبي هايون     | نجا كلاهما    |
| فانتوم إف-4إي | 69    | 123 | زد يو 23 ملم | إيهود خانكين وشاؤول ليفي   | قُتل كلاهما    |
| فانتوم إف-4إي | 119   | 192 | زد يو 23 ملم | أبراهام باربر وتسفي أفيك   | وقعا في الأسر |

## النتائج والدروس

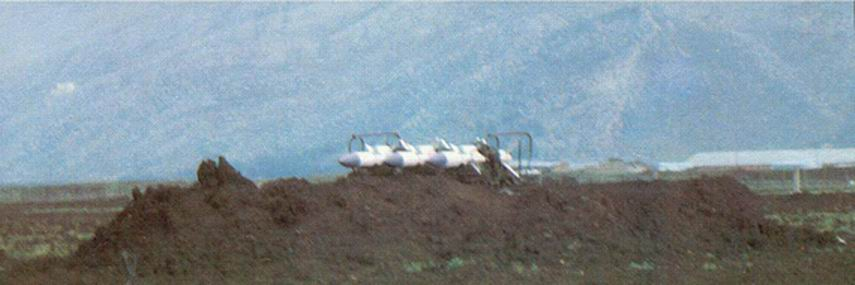
جزء من موقع SA-6 السوري الذي تم بناؤه بالقرب من طريق بيروت-دمشق السريع، ويطل على وادي البقاع، في أوائل عام 1982.

كانت نتيجة العملية كارثية بالنسبة للقوة المهاجمة: خسرت إسرائيل 6 طائرات فانتوم فوق سوريا وتضررت ست طائرات أخرى ولكنها عادت إلى رامات دافيد. بالغت وزارة الدفاع السورية وبعض المصادر السوفيتية في الخسائر الإسرائيلية فرفعتها إلى 43-44 طائرة (بخلاف 15 طائرة سقطت في معارك جوية).  تعرضت معظم الطائرات المتضررة لقصف مدفعية زي أس يو-23-4 شيلكا، والتي كانت إصابتها قاتلة خاصة للطيران على ارتفاع منخفض للغاية. قُتلّ اثنان من الطيارين الإسرائيليين وأسر السوريون تسعة منهم، بينما لم تُدمَر سوى بطارية سام-3 سورية واحدة وتضررت أُخرى.
قضى الإسرائيليون السنوات التالية بعد الحرب على تطوير استراتيجية شاملة لإخماد الدفاعات الجوية للعدو، بعد الذهول الذي أصابهم جراء الصعوبات التي واجهوها في قمع الدفاعات الجوية للعدو في كل من جبهتي حرب أكتوبر وما نتج عنها من تدهور في فعالية سلاح الجو الإسرائيلي. جاءت نتيحة هذه الجهود عند مواجهة السوريين بعد تسع سنوات في معركة سهل البقاع، حيث تمكن الإسرائيليون لأول مرة في التاريخ من تدمير شبكة سام سوفيتية الصنع بأكملها في غضون ساعات.

## روابط خارجية
- פרדוקס ה -7 באוקטובר (العبرية)